# Játar
Játar ist eine Gemeinde in der Provinz Granada im Südosten Spaniens mit 612 Einwohnern (Stand: 2024). Die Gemeinde liegt in der Comarca Alhama.

## Geografie
In der Nähe liegen die Dörfer Arenas del Rey und Alhama de Granada.

## Geschichte
Játar ist eine Gemeinde, seit der Regierungsrat der Junta de Andalucía am 19. Februar 2015 die Abspaltung von Arenas del Rey genehmigt hat.